# Ayano Nakaōji
Ayano Nakaōji (jap. 中大路 絢野 Nakaōji Ayano; ur. 24 lipca 1991 w Kioto w Japonii) - siatkarka grająca jako rozgrywająca.
Wzięła udział w Klubowych Mistrzostwach Świata w piłce siatkowej kobiet 2015, występując w składzie zespołu Hisamitsu Springs.